# Station Lüneburg
Station Lüneberg (Bahnhof Lüneburg) is een spoorwegstation in de Duitse plaats Lüneburg in de deelstaat Nedersaksen. Het station bestaat uit twee voormalige zelfstandige stations, Lüneberg Ost is nu het eigenlijke station, Lüneburg West is nu alleen een apart stationsdeel. Het westelijke station heeft de toevoeging Westseite, wat ook wordt vermeld bij het vertrekspoor, het oostelijke deel heeft geen toevoeging bij de stationsnaam. Beide stationsgebouwen staan tegenover elkaar en zijn gescheiden door het stationsplein.

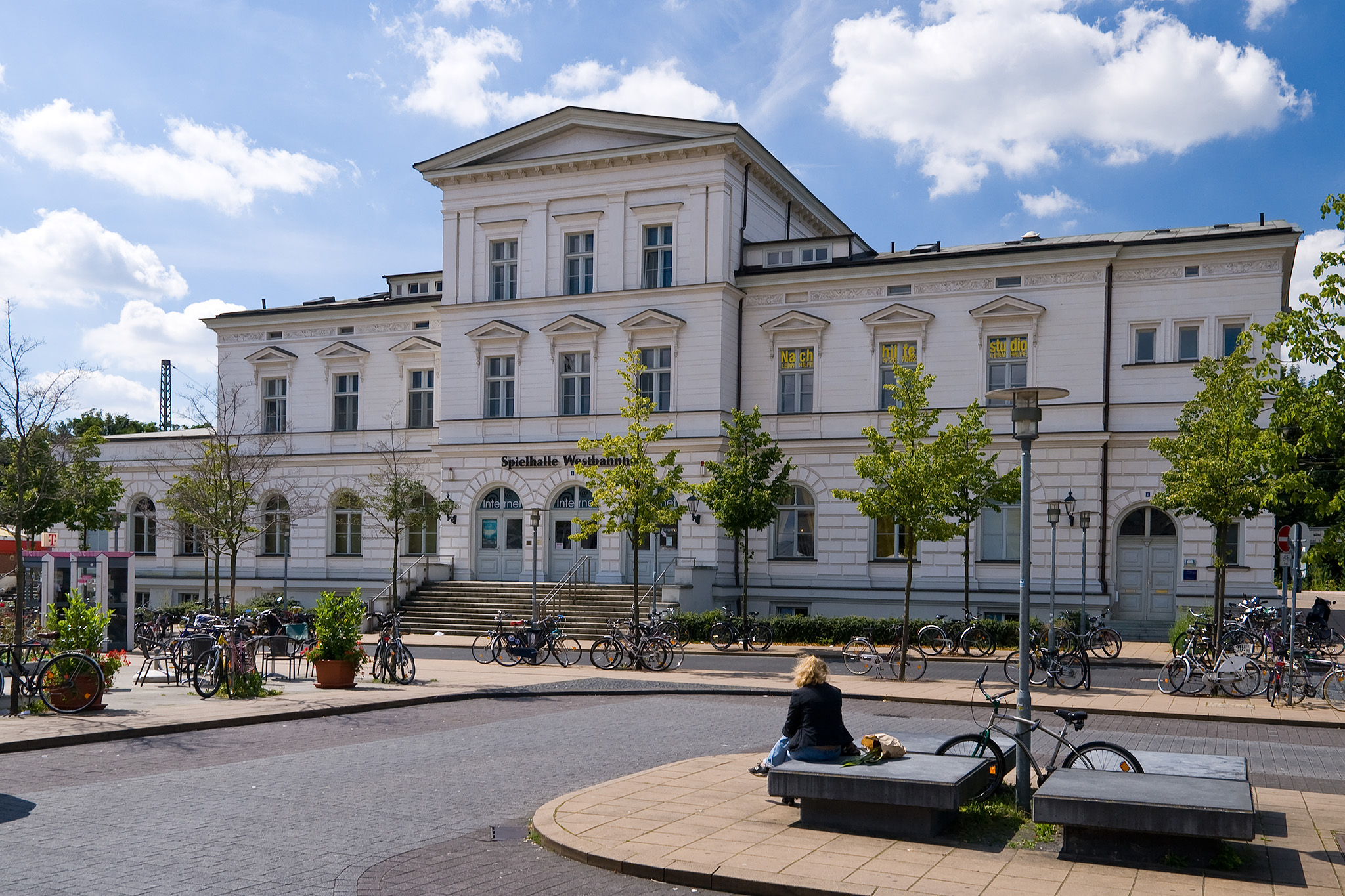
Stationsgebouw van station west, in 2007 in gebruik als een arcadehal

## Indeling
Het stationsdeel Lüneburg West ligt aan de spoorlijn Wittenberge - Jesteburg. Het stationsgebouw is een gedetailleerd ontwerp van het neoclassicisme en in gebruik als Arcadehal, buiten dat wordt het verder niet meer gebruikt. Langs het gebouw is er een zijperron en een eilandperron, welke te bereiken is via een onbewaakte overweg. Het station wordt gebruikt door Regionalbahntreinen van metronom naar Hamburg Hbf en door Erixx naar Dannenberg Ost.
Het hoofdstation (Ost) heeft een eenvoudiger gebouw, dat nog wordt gebruikt als stationsgebouw. Naast het perron langs het stationsgebouw zijn er nog twee eilandperrons, wat in totaal vijf perronsporen zijn voor dit gedeelte.
Zuidelijk van de reizigersstations ligt het goederenstation. Tot midden 1960 bevond zich oostelijk daarvan op tegenovergestelde sporen het onderhoudscentrum Lüneburg. De sporen van het onderhoudscentrum werden tot het herindelen van het emplacement tussen 1994 en 2002 nog gebruikt als opstelterrein.
Tevens bevond zich zuidelijker het station Lüneburg Süd (Zuid). Dit werd nagenoeg volledig afgebroken en is alleen door een voetpad (welke enkele meters hoger ligt) te herkennen.

## Faciliteiten

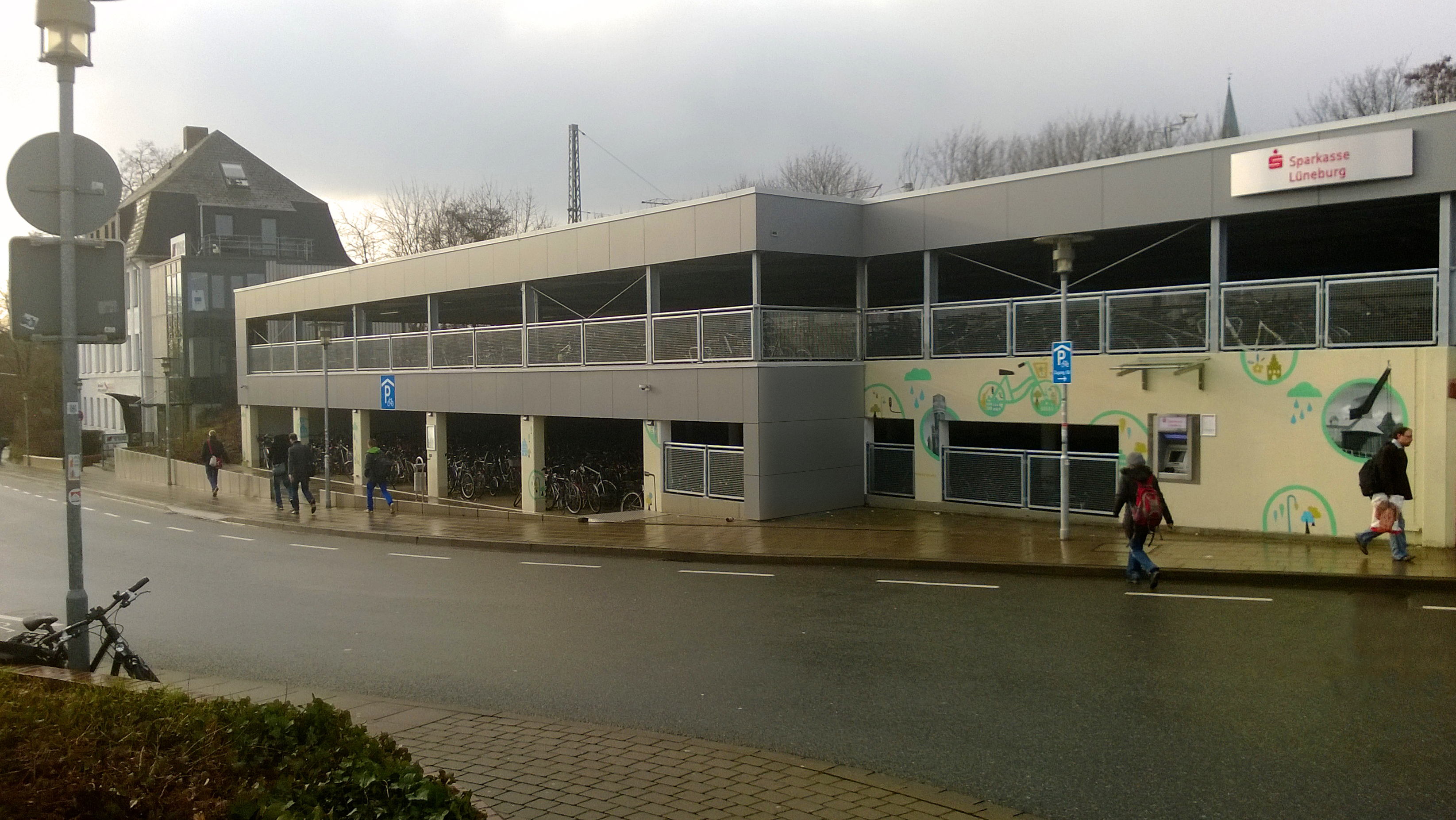
Een van de fietsenstallingen bij het station (2014)

De perrons van station West zijn sober ingericht met een aantal abri's op het eerste perron. Het hoofdstation heeft een aantal faciliteiten, zo zijn de perrons toegankelijk gemaakt met liften naar de voetgangerstunnel. In het stationsgebouw zijn er een aantal winkels, waaronder een kiosk en diverse horecagelegenheden. Ook is er een DB Reisezentrum (OV-Servicewinkel) is het gebouw. De perrons zijn overkapt en spoor 1 en 2 zijn het langst waardoor ook ICE-treinen van het type Baureihe 401 kunnen stoppen op het station. Het station heeft een Parkeer en Reisgarage, twee grote overdekte fietsenstallingen, een automatische fietsverhuurstation van het StadtRAD Lüneburg, Kiss & Ride-plekken en een taxistandplaats. Tevens bevindt zich er een groot busstation (Zentral Omnibus-Bahnhof, ZOB; belangrijkste busstation  van een Duitse  stad) met 14 haltes en is volledig overkapt.

## Kunst in het station

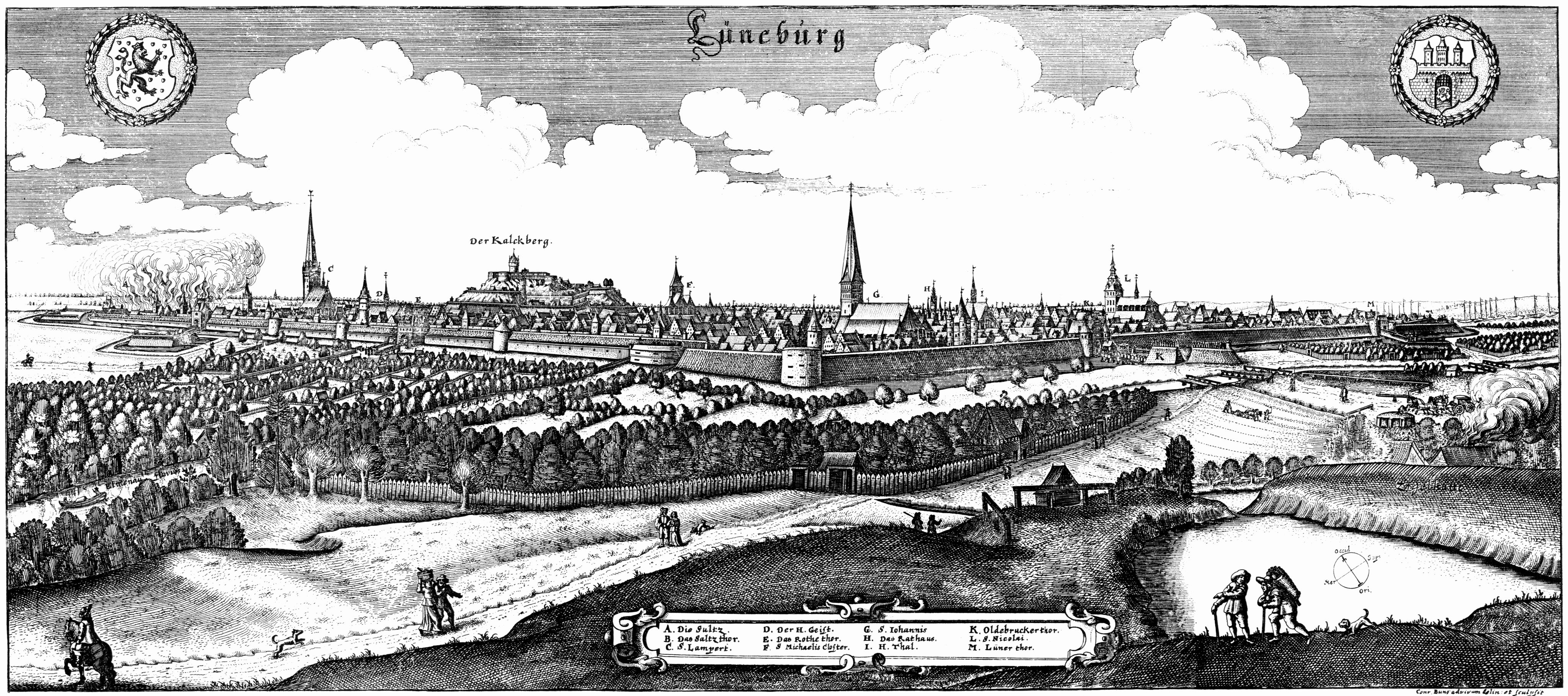
Merians stadsaanzicht van Lüneburg die als voorbeeld diende voor de wandschildering

De Bardowicker schilder Hugo Friedrich Hartmann (1870-1960) maakte in 1939 twee grote wandschilderingen in de wachtruimte van het hoofdstation. De ene schildering was een afbeelding van een heidelandschap, de andere een Lüneburger stadsaanzicht volgens een kopergravure uit de Topographia Germaniae van Matthäus Merian de Oude.

## Spoorlijnen
Het hoofdstation ligt aan de hoofdspoorlijn Lehrte - Cuxhaven en wordt door treinen van de Deutsche Bahn en de metronom bediend. Naast regionale treinen stoppen er een aantal Intercity-, ICE- en CityNightLine-treinen.
Evenals vanaf het hoofdstation loopt er een spoorlijn naar Lübeck via Lauenburg/Elbe en Büchen, en de spoorlijn naar Bleckede.
Door het station west loopt de in het verleden doorgaande spoorlijn Wittenberge - Jesteburg, welke tegenwoordig een enkelsporige zijlijn naar Dannenberg Ost is,  bijgenaamd Wendlandbahn. De spoorlijn werd bekend door de transporten van nucleair afval naar de opslagplaats in Gorleben. Daarnaast heeft het station west aansluiting op de spoorlijn naar Soltau.
De Osthannoversche Eisenbahnen (OHE) bedienen de indirect, via de sporen van de Deutsche Bahn (DB), verbonden spoorlijnen naar Bleckede en Soltau met goederen- en museumtreinen. Terwijl de reizigerstreinen uit Bleckede tot 1960 op het OHE-station Lüneberg Nord stopten en de reizigerstreinen uit Soltau in station Lüneburg Süd, een kilometer van elkaar. Er werd een overeenkomst gesloten tussen de OHE en de DB zodat de treinen in het station west konden stoppen. De planmatige OHE-reizigerstreindienst naar Bleckede en naar Soltau werd op 21 mei 1977 stilgelegd.

## Verbindingen

### Langeafstandstreinen
De volgende langeafstandstreinen doen het station Lüneburg aan:
| Serie  | Treinsoort                        | Route | Bijzonderheden |
| ------ | --------------------------------- | --- | --- |
| ICE 20 | InterCityExpress (DB Fernverkehr) | [ Kiel Hbf – Neumünster ] / [ Hamburg-Altona ] – Hamburg Dammtor – Hamburg Hbf – Lüneburg – Uelzen – Hannover Hbf – Göttingen – Kassel-Wilhelmshöhe – Fulda – Hanau Hbf – Frankfurt (Main) Hbf – [ Frankfurt (Main) Flughafen Fernbahnhof – Mainz Hbf – Wiesbaden Hbf ] / [ Mannheim Hbf – Karlsruhe Hbf – Baden-Baden – Freiburg (Breisgau) Hbf – Basel Bad Bf – Basel SBB – Zürich Hbf ] | Rijdt elke twee uur. |
| ICE 25 | InterCityExpress (DB Fernverkehr) | [ [ Kiel Hbf – Neumünster ] / [ Hamburg-Altona ] – Hamburg Dammtor – Hamburg Hbf – ] / [ Oldenburg (Oldb) Hbf – Bremen Hbf – ] Hannover Hbf – Göttingen – Kassel-Wilhelmshöhe – Fulda – Würzburg Hbf – [ Nürnberg Hbf – ] / [ Treuchtlingen – Donauwörth – Augsburg Hbf – München-Pasing ] / [ Ingolstadt Hbf ] – München Hbf – Tutzing – Murnau – Oberau – Garmisch-Partenkirchen | Rijdt elk uur tussen Hamburg en München. Elke twee uur een vleugeltrein naar/van Oldenburg. Enkele treinen via Augsburg. Één trein per dag door naar Garmisch-Partenkirchen. |
| IC 26  | Intercity (DB Fernverkehr)        | [ [ Westerland (Sylt) – Husum ] / [ Hamburg-Altona ] – Hamburg Dammtor ] / [ Ostseebad Binz – Stralsund Hbf – Rostock Hbf – Bützow – Bad Kleinen – Schwerin Hbf ] – Hamburg Hbf – Hamburg-Harburg – Lüneburg – Uelzen – Celle – Hannover Hbf – Göttingen – Kassel-Wilhelmshöhe – [ Marburg (Lahn) – Gießen – Frankfurt (Main) Hbf – Darmstadt Hbf – Bensheim – Weinheim (Bergstraße) – Heidelberg Hbf – Bruchsal – Karlsruhe Hbf ] / [ Fulda – Würzburg Hbf – Ansbach – Augsburg Hbf – [ Buchloe – Kempten (Allgäu) Hbf – Immenstadt – Oberstdorf ] / [ München Ost – Rosenheim – [ Prien a Chiemsee – Traunstein – Freilassing – Berchtesgaden ] / [ Kufstein – Innsbruck Hbf ] ] | Enkele treinen vanaf Binz en Westerland, enkele treinen vanaf Kassel richting Augsburg.                                                                                      |

### Regionale treinen
De volgende regionale treinen doen het station Lüneburg aan:
| Serie | Treinsoort                      | Route | Bijzonderheden                           |
| ----- | ------------------------------- | --- | ---------------------------------------- |
| IRE   | Interregio-Express (DB Regio)   | Berlin Ostbf – Berlin Hbf – Berlin Zoologischer Garten – Berlin-Spandau – Stendal Hbf – Salzwedel – Uelzen – Lüneburg – Hamburg-Harburg – Hamburg Hbf | Enkele treinen per dag                   |
| RE 3  | Regional-Express (metronom)     | Uelzen – Lüneburg – Hamburg-Harburg – Hamburg Hbf |                                          |
| RB 31 | Regionalbahn (metronom)         | Hamburg Hbf – Hamburg-Harburg – Maschen – Lüneburg |                                          |
| RB 32 | Regionalbahn (Erixx)            | Lüneburg – Dahlenburg – Dannenberg Ost | Wendlandbahn Rijdt eenmaal per drie uur. |
| RE 83 | RegionalExpress (DB Regio Nord) | Kiel Hbf – Preetz – Bad Schwartau – Lübeck Hbf – Ratzeburg – Büchen – Lüneburg                                                                        |                                          |

Hamburg-Harburg ·
Meckelfeld ·
Maschen · 
Stelle ·
Ashausen ·
Winsen (Luhe) ·
Radbruch ·
Bardowick ·
Bardowick ·
Lüneburg ·
Bienenbüttel ·
Bad Bevensen ·
Emmendorf ·
Uelzen ·
Suderburg ·
Unterlüß ·
Eschede ·
Celle ·
Ehlershausen ·
Otze ·
Burgdorf (Han) ·
Aligse ·
Lehrte ·